# US-Präsidentschaftswahl in Rhode Island 2012
|  | Dieser Artikel wurde aufgrund von inhaltlichen Mängeln auf der Qualitätssicherungsseite des Projektes USA eingetragen. Hilf mit, die Qualität dieses Artikels auf ein akzeptables Niveau zu bringen, und beteilige dich an der Diskussion! Folgende Mängel sollten behoben werden, bevor diese Markierung entfernt werden kann: Siehe Disk. Gaschir (Diskussion) 14:52, 18. Nov. 2014 (CET) |

Die US-Präsidentschaftswahl in Rhode Island 2012 fand am 6. November 2012 als Teil der Präsidentschaftswahl in den Vereinigten Staaten 2012 statt, an der alle 50 Staaten und Washington, D.C. teilnahmen. Die Wähler in Rhode Island wählten 4 Wahlmänner, die für den Präsidenten und den Vizepräsidenten stimmten.
Barack Obama erhielt 62,70 % der Stimmen in Rhode Island und gewann die 4 Wahlmänner des Bundesstaates. Mitt Romney erhielt 35,24 % der Stimmen.
Bundesweit konnte sich Barack Obama gegen seinen Herausforderer durchsetzen. Er erhielt 51,06 % der abgegebenen Stimmen und 332 Wahlmänner, Mitt Romney 47,21 % und 206 Wahlmänner.

## US-Präsidentschaftswahl 2012
Kandidaten:
- Mitt Romney/Paul Ryan, Republican Party
- Barack Obama/Joseph Biden, Democratic Party
- Gary Johnson/James P. Gray, Libertarian Party
- Jill Stein/Cheri Honkala, Green Party
- Virgil Goode/Jim Clymer, Constitution Party
- Rocky Anderson/Luis J. Rodriguez, Justice Party
- Andre Barnett/Ken Cross, Reform Party

## Ergebnisse
| US-Präsidentschaftswahl in Rhode Island, 2012 | US-Präsidentschaftswahl in Rhode Island, 2012 | US-Präsidentschaftswahl in Rhode Island, 2012 | US-Präsidentschaftswahl in Rhode Island, 2012 | US-Präsidentschaftswahl in Rhode Island, 2012 | US-Präsidentschaftswahl in Rhode Island, 2012 | US-Präsidentschaftswahl in Rhode Island, 2012 |
| Partei                                        | Partei                                        | Kandidat                                      | Running Mate (Mitkandidat)                    | Stimmen                                       | Prozent                                       | Zahl der Wahlmänner                           |
| --------------------------------------------- | --------------------------------------------- | --------------------------------------------- | --------------------------------------------- | --------------------------------------------- | --------------------------------------------- | --------------------------------------------- |
|                                               | Democratic                                    | Barack Obama                                  | Joe Biden                                     | 279,677                                       | 62,70 %                                       | 4                                             |
|                                               | Republican                                    | Mitt Romney                                   | Paul Ryan                                     | 157,204                                       | 35,24 %                                       | 0                                             |
|                                               | Libertarian                                   | Gary Johnson                                  | Jim Gray                                      | 4,388                                         | 0,98 %                                        | 0                                             |
|                                               | Green                                         | Jill Stein                                    | Cheri Honkala                                 | 2,421                                         | 0,54 %                                        | 0                                             |
|                                               | Andere                                        |                                               |                                               | 2,359                                         | 0,53 %                                        | 0                                             |
| Gesamt                                        | Gesamt                                        | Gesamt                                        | Gesamt                                        | 446,049                                       | 100,00 %                                      | 4                                             |
| Wahlbeteiligung (registrierte Wähler)         | Wahlbeteiligung (registrierte Wähler)         | Wahlbeteiligung (registrierte Wähler)         | Wahlbeteiligung (registrierte Wähler)         | Wahlbeteiligung (registrierte Wähler)         | Wahlbeteiligung (registrierte Wähler)         | 60,79 %                                       |